# Alice au pays des merveilles (série télévisée d'animation)
Pour les articles homonymes, voir Alice au pays des merveilles (homonymie).
Alice au pays des merveilles (ふしぎの国のアリス, Fushigi no kuni no Arisu) est une série télévisée d'animation nippo-ouest-allemande en 52 épisodes de 22 minutes, créée d'après le roman éponyme de Lewis Caroll et diffusée entre le 26 mars 1983 et le 10 octobre 1984 sur TV Osaka.
La série a été doublée au Québec et diffusée à partir du 21 septembre 1985 à la Télévision de Radio-Canada.
 En France, la série a été diffusée à partir du 22 septembre 1985 sur TF1, puis à partir du 25 décembre 1989 dans Youpi ! L'école est finie sur La Cinq ainsi que sur France 3 en 1997 et 1998.
En 2008, Studio 100 fait acquisition de la société allemande EM.Entertainment qui était jusqu'alors propriétaire de la série télévisée,.
Depuis le 29 juin 2015, l'intégralité de la série est disponible sur Youtube via la chaine Studio1KIDS00  Français .

## Synopsis
Cette série met en scène les mésaventures d'une petite fille curieuse, Alice, qui suit un lapin blanc dans un terrier et découvre le pays des merveilles. Elle y rencontrera des personnages étranges comme la reine de cœur, un dodo, une chenille bleue, un chat mystérieux et bien d'autres.

## Épisodes

### Saison 1 (1983-1984)
1. Le lapin sorti du chapeau
2. La chute dans le terrier du lapin blanc
3. Un océan de larmes
4. La course de la clique
5. La maison du lapin blanc
6. L'œuf sur le mur
7. Gros bébé chien
8. La soupe magique du lièvre de mars
9. Les corneilles de la forêt sans nom
10. Le conseil de la chenille bleue
11. Où sont les œufs de pigeon ?
12. Un cochonnet pas comme les autres
13. Tweedledee et Tweedledam
14. Le lion et la licorne
15. La fête chez la reine de cœur
16. Le chat qui ricane
17. La libération des huîtres
18. La danse du homard
19. Un thé extravagant
20. Quel cirque !
21. Qui a volé les petits gâteaux ?
22. La fausse tortue à soupe
23. Disette au château
24. Benny Bunny a disparu
25. Un légume fait la moue

### Saison 2 (1984)
1. La maison derrière le miroir
2. Le pique-nique de la reine de cœur
3. La petite cane timide
4. Le jour de la grande lessive
5. Le mouton noir
6. Alice et les jumeaux dawson
7. Le grand lapin blanc déménage
8. D'étranges compagnons de voyage
9. Benny Bunny et les souris à vis
10. Alice et la météo
11. La malheureuse maman kangourou
12. Le voyage en ballon
13. Le pays des nuages
14. Humpty Dumpty n'est pas content
15. Le petit joueur de flûte
16. Alice et les éléphants à miel
17. Little Bill est amoureux
18. La perle du savoir
19. Un petit à tout faire
20. La photo de famille
21. Le philtre magique
22. La petite fée de la lumière
23. Des bonbons de toutes les couleurs
24. Le non-anniversaire
25. Le petit chimpanzé
26. Le tournoi
27. La reine Alice

## Générique
À l’instar de nombreux dessins animés des années 1980, Alice au pays des merveilles a eu droit à un générique qui reste ancré dans la mémoire d’une génération. La musique fut composée par le compositeur allemand Christian Bruhn pour la version allemande de la co-production. En France, une première version du générique a été chantée par une petite fille, Stéphanie Barré,, sous le pseudonyme d'Alice. Les paroles du refrain : « C'est moi Alice, au pays des Merveilles. Alice, je pars dans mon sommeil. En miniature, dans la nature ou le ciel ouh-ouh. C’est moi Alice, au pays des Merveilles. Alice, j'voyage dans mon sommeil. Un peu gourmande, je deviens grande ou petite ouh-ouh… ».
Pour le Québec, le dessin animé a eu droit a une version du générique chantée par Mireille Labbé sur la même musique avec des paroles différentes, qui a d'ailleurs été utilisé en France lors de sa rediffusion sur La Cinq à la fin des années 1980. La même musique fut utilisée pour le générique anglais. En revanche, la version japonaise a un générique et des musiques de fond différents, composés par Reijirō Koroku.

## Voix

### Doublage français
- Ioanna Gkizas : Alice[7]
- Annabelle Roux : Alice (6 derniers épisodes)
- Guylaine Gibert : Benny Bunny
- Josiane Gibert : la narratrice, la mère d'Alice, la reine de échecs
- Françoise Oriane : la reine de cœur
- Raymond Avenière : le père d'Alice, Humpty Dumpty
- Alain Louis : le lapin blanc, le joker
- Frédéric Girard : Dodo
- Vincent Davy : la chenille bleue (1re voix), le dragon bavard (1re voix)
- Jean-Pierre Denys : la chenille bleue (2e voix), le dragon bavard (2e voix), le lièvre de Mars
- Jean Musin : le chat ricanant (le chat de Cheshire)
- Denyse Schwab :  Divers rôles
- Boris Stoïkoff : Divers rôles
- Nicole Shirer : Divers rôles

### Doublage québécois
- Nicole Fontaine : Alice
- Nicole Filion : la Reine de Cœur / narratrice
- Serge Olivier : Benny Bunny

 Source et légende : version québécoise (VQ) sur Doublage.qc.ca

## Produits dérivés

### DVD
- Alice au pays des merveilles - Volume 1 (15 mars 2005) (ASIN B000BU9OLU)
- Alice au pays des merveilles - Volume 2 (15 mars 2005) (ASIN B000BU9OM4)
- Alice au pays des merveilles - Volume 3 (26 août 2006) (ASIN B000GH2XNY)
- Alice au pays des merveilles - Volume 4 (26 août 2006) (ASIN B000GH2XO8)
- Alice au pays des merveilles - Volume 5 (26 août 2006) (ASIN B000GH2XOI)
- Alice au pays des merveilles - Volume 6 (26 août 2006) (ASIN B000GH2XOS)

- Alice au pays des merveilles - Coffret 1 (17 février 2010) LCJ Editions
- Alice au pays des merveilles - Coffret 2 (4 mars 2010) LCJ Editions
- Alice au pays des merveilles - Coffret 3 (8 avril 2010) LCJ Editions